# Vexillifera
Vexillifera – rodzaj ameb należących do supergrupy Amoebozoa w klasyfikacji Cavaliera-Smitha.
Należą tutaj następujące gatunki:
- Vexillifera armata Page, 1979[2]
- Vexillifera aurea Schaeffer, 1926[2]
- Vexillifera bacillipedes Page, 1969[3]
- Vexillifera browni Sawyer, 1975[2]
- Vexillifera expectata Dykova, Lom, Machakova et Peckova, 1998[3]
- Vexillifera granatensis Mascaro, Osuna et Mascaro, 1986[3]
- Vexillifera lemani Page, 1976[3]
- Vexillifera minutissima Bovee i Sawyer, 1979[2]
- Vexillifera ottoi Sawyer, 1975[2]
- Vexillifera telmathalassa Bovee, 1956[2]